# Caranx hippos
Caranx hippos là một loài cá trong họ Carangidae trong bộ Perciformes.
Loài cá này phân bố trên các vùng biển nhiệt đới và ôn đới của Đại Tây Dương, trải dài từ Nova Scotia, Canada đến Uruguay ở phía tây Đại Tây Dương và Bồ Đào Nha đến Angola ở phía đông Đại Tây Dương, bao gồm cả Biển Địa Trung Hải.